# Postronna
Postronna [pɔstrɔnna] es un pueblo situado en el distrito administrativo de Gmina Koprzywnica, dentro del Condado de Sandomierz, Świętokrzyskie Voivodeship, en el centro-sur de Polonia. Se encuentra aproximadamente a 7 kilómetros (4 millas) al noroeste de Koprzywnica, a 18 km (11 millas) al oeste de Sandomierz, y 70 km (43 millas) al sudeste de la capital regional Kielce . Su código postal es 27-660.
El pueblo tiene una población de 283.
- Datos: Q1018906